# Luptele din Munții Cernei (1916)
Luptele din Munții Cernei a fost o acțiune militară de nivel tactic, desfășurată pe Frontul Român, în timpul campaniei din anul 1916 a participării României la Primul Război Mondial. Ea s-a desfășurat în perioada 16/29 august - 20 august/2 septembrie 1916  și a avut ca rezultat cucerirea muntelui Alion, în ea fiind angajate forțe române din Divizia 1 Infanterie română și forțe ale Puterilor Centrale din Brigada 210 Landstrum ungară. A făcut parte din acțiunile militare care au avut loc în operația ofensivă în Transilvania.:p. 239

## Comandanți

### Comandanți români
- General Ioan Dragalina

### Comandanți ai Puterilor Centrale
- Colonel Rudolf von Fiebich-Ripke